# 30 Geminorum
Désignations
30 Geminorum (en abrégé 30 Gem) est une étoile binaire suspectée de la constellation zodiacale des Gémeaux. Elle est visible à l'œil nu avec une magnitude apparente de 4,49, où elle apparaît à côté de Xi Geminorum. L'étoile présente une parallaxe annuelle de 10,38 mas mesurée par le satellite Gaia, ce qui permet d'en déduire qu'elle est distante d'environ 96 pc (∼313 al) de la Terre. Elle s'éloigne du Système solaire à une vitesse radiale de +12,3 km/s.
30 Geminorum est une binaire astrométrique présumée. Sa composante visible est une étoile géante rouge évoluée de type spectral K0+ III Ca1, avec la notation « Ca1 » qui indique que son spectre montre une surabondance en calcium. C'est une géante du red clump, qui est située à l'extrémité rouge de la branche horizontale et qui génère son énergie par la fusion de l'hélium dans son noyau. L'étoile est âgée d'environ 1,2 milliard d'années et elle est 2,3 fois plus massive que le Soleil. Son rayon est devenu 22 fois plus grand que le rayon solaire, elle est 189 fois plus lumineuse que le Soleil et sa température de surface est de 4 518 K.
30 Geminorum possède un compagnon optique recensé dans les catalogues d'étoiles doubles et multiples. Il s'agit d'une étoile de treizième magnitude qui, en date de 2011, était située à une distance angulaire de 21,20 secondes d'arc et selon un angle de position de 187° de l'étoile primaire.